# Arquivo Público do Pará
Arquivo Público do Pará (APEP) é um arquivo fundado em 16 de abril de 1901, gerido pelo pelo poder público localizado no bairro do Campina, na cidade de Belém, no Pará. É considerado uma das principais instituições arquivistas do Brasil, sendo uma referência no que se refere a uma história colonial da Amazônia.

## História

### Fundação
Fundado no ano de 1901, o arquivo público do estado do Pará, é localizado no bairro de Campina, em Belém, capital do estado. Apesar de arquivos terem sido geridos no estado do Pará desde o ano de 1894, somente no ano de 1901, o Arquivo Público do Pará foi institucionalizado por meio do decreto estadual Nº 996, enquanto o estado era gerido pelo então governador, Augusto Montenegro.

### Acervo
Subordinado à Secretaria de Cultura do Pará (Secult-PA), braço institucional da cultura estado do Pará, o acervo da instituição possui mais de quatro milhões de documentos, incluindo documentos produzidos e recebidos na esfera administrativa, legislativa e jurídica da Amazônia entre os séculos XVII e XXI, assegurando desta maneira a preservação da história estatal da região, passando do período colonial até a fundação da República brasileira. Destaca-se ainda a presença 
De acordo com o Arquivo Nacional (AN), localizado no Rio de Janeiro, o arquivo do Pará, destaca-se por assegurar a memória do que convencionou-se chamar de Amazônia legal, que inclui os estados do norte brasileiro e de parte do Maranhão. Ainda de acordo com o AN, o acervo possui também documentos referente às áreas limite ao atual estado brasileiro, incluindo os países da pan-amazônia.

### Pandemia da COVID-19
No contexto da Pandemia de COVID-19 no Pará, o prédio do arquivo público foi fechado para seguir as medidas de restrição de combate a disseminação da COVID-19. Após alguns meses fechado, o arquivo reabriu em setembro de 2020, necessitando o agendamento para conferir o acervo e o uso de máscara cirúrgica e álcool em gel. O arquivo registrou um alto número de pedidos de agendamento, mas por medidas sanitárias, permitiu a circulação de apenas seis pesquisadores na instituição.
Com a melhora dos números da pandemia e a flexibilização das medidas no estado, em novembro de 2021, o órgão passou a não exigir o agendamento do acesso ao prédio ampliou a quantidade de pesquisadores permitidos no prédio.

### Reconhecimentos
No ano de 2010, o arquivo foi agraciado com o Prêmio Rodrigo Melo Franco de Andrade, concedido pelo Instituto do Patrimônio Histórico e Artístico Nacional (IPHAN), que reconhece iniciativas de excelência na preservação de bens culturais e de memória no país.
Também em 2010, a instituição recebeu da Organização das Nações Unidas para a Educação, a Ciência e a Cultura (UNESCO), um selo Memory of the World (MOW), que reconhece instituições que guardam importantes fundos de documentos sobre a história da humanidade.

## Tombamento
No ano 1982, no governo de Alacid Nunes (PDS), o prédio da instituição e seu acervo, passaram pelo processo de tombamento junto ao Departamento de Patrimônio Histórico Artístico e Cultural do Estado do Pará (DPHAC).

### Revitalização
Após três anos de obras, no ano de 2017, o prédio do arquivo público, que possui elementos arquitetônicos neoclássicos passou por um processo de restauração. A obra foi realizada durante o governo de Simão Jatene (PSDB), que além da restauração do prédio, adquiriu máquina que garantem maior celeridade no processo de digitalização dos documentos.